# Rhizophyte (traitement)
 (signalé en mai 2025).
Si vous disposez d'ouvrages ou d'articles de référence ou si vous connaissez des sites web de qualité traitant du thème abordé ici, merci de compléter l'article en donnant les références utiles à sa vérifiabilité et en les liant à la section « Notes et références ».
- Archive Wikiwix
- Bing
- Cairn
- DuckDuckGo
- E. Universalis
- Gallica
- Google
- G. Books
- G. News
- G. Scholar
- Persée
- Qwant
- (zh) Baidu
- (ru) Yandex
- (wd) trouver des œuvres sur Wikidata

Le rhizophyte est un procédé de traitement des boues de stations d’épuration. 
Son principe repose sur la déshydratation des boues dans des bassins plantés de roseaux et de massettes. Grâce aux plantes, les boues s'égouttent plus efficacement et surtout à moindres frais (le stockage des boues est aussi permis sur une durée assez longue (5 à 10 ans)). 
Le réseau racinaire permet une pénétration profonde de l'oxygène ce qui facilite l'activité des micro-organismes épurateurs. 
L'activité bactérienne s'intensifie le long des racines et aboutit à une minéralisation efficace des boues. 
Il en résulte la quasi-absence d'odeurs, une meilleure valorisation des boues d'épuration (engrais) et un traitement plus écologique lors de l'épuration des eaux usées (absence de produits chimiques). 
Si ce procédé présente de nombreux avantages, il est néanmoins assez long et nécessite de grandes surfaces pour sa mise en place, et supporte mal l'apport massif et brutal d'effluents.